# اندیس بگتره
بگتره یک اندیس غیرفلزی است که در حوالی شهر سنقر استان کرمانشاه قرار دارد و مادهٔ معدنی موجود در آن، گارنت است.سنگ میزبان این اندیس آهک است و دیرینگی آن به دوران کرتاسه می‌رسد. 